# Llista de masies i bordes de l'Alta Ribagorça
Per municipi

Llista de masies i altres construccions relacionades de l'Alta Ribagorça (comarca administrativa) ordenades per municipi.
Informació actualitzada per un bot. Els canvis manuals es perdran quan s'actualitzi!
| imatge | Nom                                         | instància de                   | Municipi         | Elevació s.n.m. en m | estat de conservació  | coordenades                                                          | Protecció                                  | Commons (més fotos)                | WD                            |
| ------ | ------------------------------------------- | ------------------------------ | ---------------- | -------------------- | --------------------- | -------------------------------------------------------------------- | ------------------------------------------ | ---------------------------------- | ----------------------------- |
|        | Ca de Batista                               | masia                          | el Pont de Suert |                      |                       | 42° 19′ 58″ N, 0° 50′ 00″ E / 42.3327784694991°N,0.833239399848371°E |                                            |                                    | Modifica les dades a Wikidata |
|        | Ca de Quim                                  | masia                          | el Pont de Suert |                      |                       | 42° 19′ 48″ N, 0° 52′ 42″ E / 42.3299643769126°N,0.878254425918892°E |                                            |                                    | Modifica les dades a Wikidata |
|        | Casa d'Anselles                             | masia                          | el Pont de Suert |                      |                       | 42° 22′ 14″ N, 0° 48′ 34″ E / 42.3704712529282°N,0.809330503520057°E |                                            |                                    | Modifica les dades a Wikidata |
|        | Casa de la Mola                             | masia                          | el Pont de Suert |                      |                       | 42° 22′ 09″ N, 0° 49′ 24″ E / 42.3692172022194°N,0.823388694805697°E |                                            |                                    | Modifica les dades a Wikidata |
|        | Casa de Pui                                 | masia                          | el Pont de Suert |                      |                       | 42° 24′ 50″ N, 0° 48′ 31″ E / 42.4138258467061°N,0.808514291882322°E |                                            |                                    | Modifica les dades a Wikidata |
|        | Casa del Teixidor                           | masia                          | el Pont de Suert |                      |                       | 42° 21′ 58″ N, 0° 48′ 57″ E / 42.3661351031494°N,0.815698844757189°E |                                            |                                    | Modifica les dades a Wikidata |
|        | Casa del Tono                               | masia                          | el Pont de Suert |                      |                       | 42° 20′ 20″ N, 0° 49′ 34″ E / 42.338936580905°N,0.82599250385093°E   |                                            |                                    | Modifica les dades a Wikidata |
|        | Casa Farrer                                 | masia                          | el Pont de Suert |                      |                       | 42° 22′ 08″ N, 0° 48′ 37″ E / 42.369023355044°N,0.810376673400804°E  |                                            |                                    | Modifica les dades a Wikidata |
|        | Casa Gironella (Pont de Suert)              | masia                          | el Pont de Suert |                      |                       | 42° 23′ 40″ N, 0° 47′ 24″ E / 42.3943142860697°N,0.789924955044827°E |                                            |                                    | Modifica les dades a Wikidata |
|        | Casa Gironi                                 | masia                          | el Pont de Suert |                      |                       | 42° 24′ 27″ N, 0° 44′ 01″ E / 42.4074698880359°N,0.733613736567188°E |                                            |                                    | Modifica les dades a Wikidata |
|        | Casa Guillem                                | masia                          | el Pont de Suert |                      |                       | 42° 20′ 05″ N, 0° 51′ 20″ E / 42.3348271946388°N,0.855502510148313°E |                                            |                                    | Modifica les dades a Wikidata |
|        | Casa la Roia                                | masia                          | el Pont de Suert |                      |                       | 42° 24′ 49″ N, 0° 48′ 30″ E / 42.4135590562841°N,0.808219761607554°E |                                            |                                    | Modifica les dades a Wikidata |
|        | Casa Martí                                  | masia                          | el Pont de Suert |                      |                       | 42° 26′ 02″ N, 0° 47′ 29″ E / 42.4340133721565°N,0.791496235784628°E |                                            |                                    | Modifica les dades a Wikidata |
|        | Casa Palillo                                | masia                          | el Pont de Suert |                      |                       | 42° 24′ 27″ N, 0° 44′ 17″ E / 42.4073857704563°N,0.738015671765989°E |                                            |                                    | Modifica les dades a Wikidata |
|        | Casa Pei                                    | masia                          | el Pont de Suert |                      |                       | 42° 26′ 01″ N, 0° 47′ 31″ E / 42.4335699643258°N,0.791852201330698°E |                                            |                                    | Modifica les dades a Wikidata |
|        | Casa Sala                                   | masia                          | el Pont de Suert |                      |                       | 42° 24′ 42″ N, 0° 47′ 30″ E / 42.411721742646°N,0.791792739832967°E  |                                            |                                    | Modifica les dades a Wikidata |
|        | Casa Servent                                | masia                          | el Pont de Suert |                      |                       | 42° 24′ 52″ N, 0° 48′ 32″ E / 42.4143654058576°N,0.808945161609593°E |                                            |                                    | Modifica les dades a Wikidata |
|        | el Grilló                                   | masia                          | el Pont de Suert |                      |                       | 42° 26′ 28″ N, 0° 45′ 31″ E / 42.4412283629943°N,0.758658630704104°E |                                            |                                    | Modifica les dades a Wikidata |
|        | el Tossal                                   | masia                          | el Pont de Suert |                      |                       | 42° 19′ 49″ N, 0° 51′ 13″ E / 42.3301917328553°N,0.853706013985397°E |                                            |                                    | Modifica les dades a Wikidata |
|        | Hostalet de Massivert                       | masia                          | el Pont de Suert |                      |                       | 42° 24′ 14″ N, 0° 49′ 04″ E / 42.4038967300423°N,0.81768172204242°E  |                                            |                                    | Modifica les dades a Wikidata |
|        | la Quadra de Marquet                        | masia antic municipi d'Espanya | el Pont de Suert |                      |                       | 42° 25′ 19″ N, 0° 44′ 04″ E / 42.4219945892497°N,0.734476039335078°E |                                            |                                    | Modifica les dades a Wikidata |
|        | Mas del Gras                                | masia                          | el Pont de Suert |                      | enderrocat o destruït | 42° 20′ 59″ N, 0° 49′ 30″ E / 42.349664°N,0.825108°E                 | bé integrant del patrimoni cultural català |                                    | Modifica les dades a Wikidata |
|        | Mola de Jordi                               | masia                          | el Pont de Suert |                      |                       | 42° 20′ 33″ N, 0° 50′ 00″ E / 42.3423979290071°N,0.833321714233567°E |                                            |                                    | Modifica les dades a Wikidata |
|        | Borda del Comte                             | masia                          | la Vall de Boí   |                      |                       | 42° 30′ 34″ N, 0° 52′ 04″ E / 42.5093358365359°N,0.867643541139369°E |                                            |                                    | Modifica les dades a Wikidata |
|        | Casa Arnalló                                | masia                          | la Vall de Boí   |                      |                       | 42° 28′ 28″ N, 0° 46′ 41″ E / 42.4743070103735°N,0.778182311826877°E |                                            |                                    | Modifica les dades a Wikidata |
|        | Casa Capdevila                              | masia                          | la Vall de Boí   |                      |                       | 42° 28′ 25″ N, 0° 46′ 44″ E / 42.4735443994392°N,0.778793196696449°E |                                            |                                    | Modifica les dades a Wikidata |
|        | Casa del Batlle                             | masia                          | la Vall de Boí   |                      |                       | 42° 28′ 12″ N, 0° 46′ 46″ E / 42.4698944716279°N,0.779579161225593°E |                                            |                                    | Modifica les dades a Wikidata |
|        | Centre d'Interpretació ambiental de Toirigo | edifici masia                  | la Vall de Boí   |                      |                       | 42° 34′ 00″ N, 0° 50′ 49″ E / 42.5666799775519°N,0.846868437237856°E |                                            |                                    | Modifica les dades a Wikidata |
|        | Cobert Casa Duran                           | pallissa                       | la Vall de Boí   |                      |                       |                                                                      | bé integrant del patrimoni cultural català |                                    | Modifica les dades a Wikidata |
|        | Cobert de Can Quelet de Boí                 | pallissa                       | la Vall de Boí   | 1266                 |                       | 42° 31′ 19″ N, 0° 50′ 03″ E / 42.521896°N,0.834046°E                 | bé cultural d'interès local                | Cobert de Can Quelet de Boí        | Modifica les dades a Wikidata |
|        | Cobert i era de Casa Sília                  | pallissa                       | la Vall de Boí   |                      |                       |                                                                      | bé integrant del patrimoni cultural català |                                    | Modifica les dades a Wikidata |
|        | Cobert, paller i era de Casa Pey            | pallissa cobert                | la Vall de Boí   |                      |                       |                                                                      | bé integrant del patrimoni cultural català |                                    | Modifica les dades a Wikidata |
|        | Cort i paller de Casa Lluguis               | pallissa                       | la Vall de Boí   |                      |                       |                                                                      | bé integrant del patrimoni cultural català |                                    | Modifica les dades a Wikidata |
|        | Edifici de paller                           | pallissa                       | la Vall de Boí   |                      |                       |                                                                      | bé integrant del patrimoni cultural català |                                    | Modifica les dades a Wikidata |
|        | les Cabanasses                              | masia                          | la Vall de Boí   |                      |                       | 42° 29′ 31″ N, 0° 46′ 54″ E / 42.4919188442538°N,0.781768910693°E    |                                            |                                    | Modifica les dades a Wikidata |
|        | Paller al carrer Perayal                    | pallissa                       | la Vall de Boí   | 1177                 |                       | 42° 28′ 21″ N, 0° 46′ 16″ E / 42.472533°N,0.770982°E                 | bé integrant del patrimoni cultural català | Paller al carrer Perayal (Cóll)    | Modifica les dades a Wikidata |
|        | Paller carrer dels Horts, 8                 | pallissa                       | la Vall de Boí   |                      |                       |                                                                      | bé integrant del patrimoni cultural català |                                    | Modifica les dades a Wikidata |
|        | Paller Casa Coyo                            | pallissa                       | la Vall de Boí   |                      |                       |                                                                      | bé integrant del patrimoni cultural català |                                    | Modifica les dades a Wikidata |
|        | Paller Casa Ferrero                         | pallissa                       | la Vall de Boí   |                      |                       |                                                                      | bé integrant del patrimoni cultural català |                                    | Modifica les dades a Wikidata |
|        | Paller cobert i era de Casa Serrat          | casa pallissa                  | la Vall de Boí   | 1239                 |                       | 42° 31′ 29″ N, 0° 49′ 32″ E / 42.524684°N,0.825601°E                 | bé integrant del patrimoni cultural català | Paller cobert i era de Casa Serrat | Modifica les dades a Wikidata |
|        | Paller Coll                                 | pallissa                       | la Vall de Boí   | 1121                 |                       | 42° 30′ 21″ N, 0° 48′ 05″ E / 42.505952°N,0.80152°E                  | bé integrant del patrimoni cultural català | Paller Coll                        | Modifica les dades a Wikidata |
|        | paller de Boneta                            | pallissa                       | la Vall de Boí   |                      |                       | 42° 30′ 23″ N, 0° 48′ 05″ E / 42.506268°N,0.801377°E                 | bé integrant del patrimoni cultural català | Paller de Boneta                   | Modifica les dades a Wikidata |
|        | Paller de Casa Bellita                      | pallissa                       | la Vall de Boí   |                      |                       |                                                                      | bé integrant del patrimoni cultural català |                                    | Modifica les dades a Wikidata |
|        | Paller de Casa Marco                        | pallissa                       | la Vall de Boí   |                      |                       |                                                                      | bé integrant del patrimoni cultural català |                                    | Modifica les dades a Wikidata |
|        | Paller de Casa Moliner                      | pallissa                       | la Vall de Boí   |                      |                       | 42° 29′ 53″ N, 0° 49′ 17″ E / 42.49804°N,0.821257°E                  | bé cultural d'interès local                | Paller de Casa Moliner de Durro    | Modifica les dades a Wikidata |
|        | Paller de Casa Pere Martí                   | pallissa                       | la Vall de Boí   |                      |                       |                                                                      | bé integrant del patrimoni cultural català |                                    | Modifica les dades a Wikidata |
|        | Paller de Casa Ramon                        | pallissa                       | la Vall de Boí   |                      |                       |                                                                      | bé integrant del patrimoni cultural català |                                    | Modifica les dades a Wikidata |
|        | Paller de Conilla                           | pallissa                       | la Vall de Boí   |                      |                       | 42° 30′ 17″ N, 0° 48′ 03″ E / 42.504671°N,0.800768°E                 | bé integrant del patrimoni cultural català |                                    | Modifica les dades a Wikidata |
|        | Paller Estatuet                             | pallissa                       | la Vall de Boí   |                      |                       |                                                                      | bé integrant del patrimoni cultural català |                                    | Modifica les dades a Wikidata |
|        | Paller i cort de Casa Sília                 | pallissa                       | la Vall de Boí   |                      |                       |                                                                      | bé integrant del patrimoni cultural català |                                    | Modifica les dades a Wikidata |
|        | Paller i cort de Casa Xiquet                | pallissa                       | la Vall de Boí   |                      |                       |                                                                      | bé integrant del patrimoni cultural català |                                    | Modifica les dades a Wikidata |
|        | Paller, corts i cobert de Casa Guasch       | pallissa cobert                | la Vall de Boí   |                      |                       |                                                                      | bé integrant del patrimoni cultural català |                                    | Modifica les dades a Wikidata |
|        | Pallers de Pubill                           | pallissa                       | la Vall de Boí   |                      |                       | 42° 30′ 22″ N, 0° 48′ 05″ E / 42.506012°N,0.801491°E                 | bé integrant del patrimoni cultural català |                                    | Modifica les dades a Wikidata |
|        | Pallers i corts de Casa Tenda               | pallissa                       | la Vall de Boí   |                      |                       | 42° 31′ 19″ N, 0° 49′ 57″ E / 42.521816°N,0.832479°E                 | bé cultural d'interès local                |                                    | Modifica les dades a Wikidata |
|        | Casa de Cierco                              | masia                          | Vilaller         |                      |                       | 42° 31′ 01″ N, 0° 43′ 30″ E / 42.51707909988°N,0.72487679211011°E    |                                            |                                    | Modifica les dades a Wikidata |
|        | Caseta de la Solana                         | masia                          | Vilaller         |                      |                       | 42° 31′ 10″ N, 0° 44′ 11″ E / 42.5195214489723°N,0.736274109339582°E |                                            |                                    | Modifica les dades a Wikidata |